# سيلفيا أندريا سانتوس لوز
سيلفيا أندريا سانتوس لوز (بالبرتغالية: Sílvia Andrea Santos Luz‏) (5 مارس 1975 بأراساتوبا في البرازيل - ) هي لاعبة كرة سلة برازيلية في مركز الهجوم خلفي، شاركت في 1997 FIBA Americas Championship for Women ‏ والألعاب الأولمبية الصيفية 2000 و2001 FIBA Americas Championship for Women ‏ ودورة الألعاب الأمريكية 2003 وكأس العالم لكرة السلة للنساء 1998 وكأس العالم لكرة السلة للنساء 2002 و1999 FIBA Americas Championship for Women ‏ و1993 FIBA Americas Championship for Women ‏ والألعاب الأولمبية الصيفية 1996.

## وصلات خارجية
- سيلفيا أندريا سانتوس لوز على موقع الاتحاد الدولي لكرة السلة (الإنجليزية)
- سيلفيا أندريا سانتوس لوز على موقع كرة السلة الأوروبية.كوم (الإنجليزية)
- سيلفيا أندريا سانتوس لوز على موقع سبورتس رفرنس (الإنجليزية)
- سيلفيا أندريا سانتوس لوز على موقع اللجنة الأولمبية الدولية (الإنجليزية)
- سيلفيا أندريا سانتوس لوز على موقع أوليمبيديا (الإنجليزية)
- سيلفيا أندريا سانتوس لوز على موقع اللجنة الأولمبية البرازيلية (البرتغالية)